# Per Hapi
Per Hapi (Per-hapi, Haus des überschwemmten Nils) ist die altägyptische Bezeichnung eines Ortes in Unterägypten. Der Name leitete sich von der mythologischen Vorstellung ab, dass der dort belegte Nilometer als unterägyptische Nilquelle das Pendant der oberägyptischen Stadt Elephantine darstellte. 
Der Nilometer Per Hapi lag in der Nähe von Athar el-Nabi (Region Kairo) und war neben Elephantine und Tell el-Balamun die dritte Nilhöhen-Messstation im Mittleren Reich. Sesostris I. (etwa 1975 bis 1965 v. Chr.) entwarf das „geografische Modell des Nilometers“, um im Zusammenhang mit der Nilschwemme und den damit verbundenen Steuererhebungen verlässliche Angaben über alle Regionen im Alten Ägypten zu erhalten. 

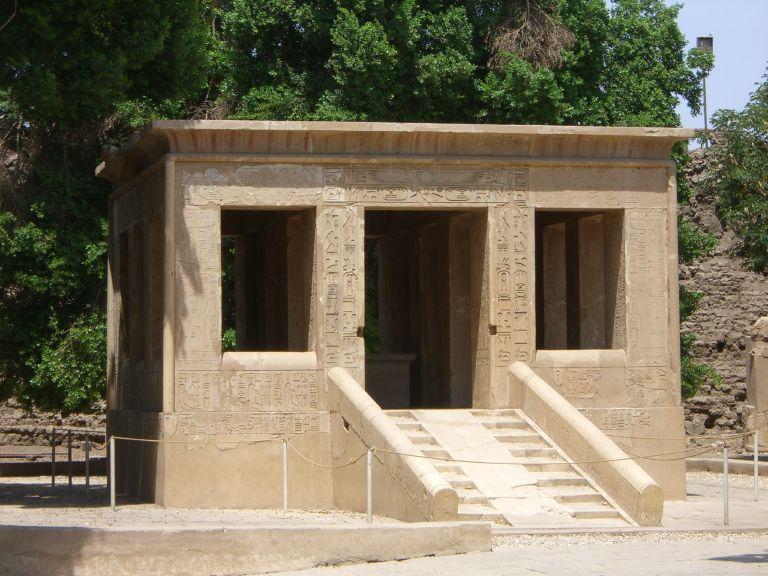
Weiße Kapelle im Freilichtmuseum von Karnak.

Auf dem Sockel der Weißen Kapelle ließ Sesostris I. mehrere Angaben zu diesem Modell einschreiben. Aus steuerlicher Sicht galt eine Nilschwemme mit einer mittleren Höhe von 19 Ellen (10 Meter), zwei Meter über dem durchschnittlich niedrigsten Nilstand, als steuerliches Mindestmaß.
Nach Erreichen der steuerlichen Mindestmarke wurden die Nildämme eingerissen, um die landwirtschaftlich genutzten Felder mit dem Nilwasser zu versorgen. Blieb der Nil unter der Mindestmarke, erhielten die Bauern keine direkte Frischwasserversorgung durch den Nil.  